# 餐前酒和餐后酒

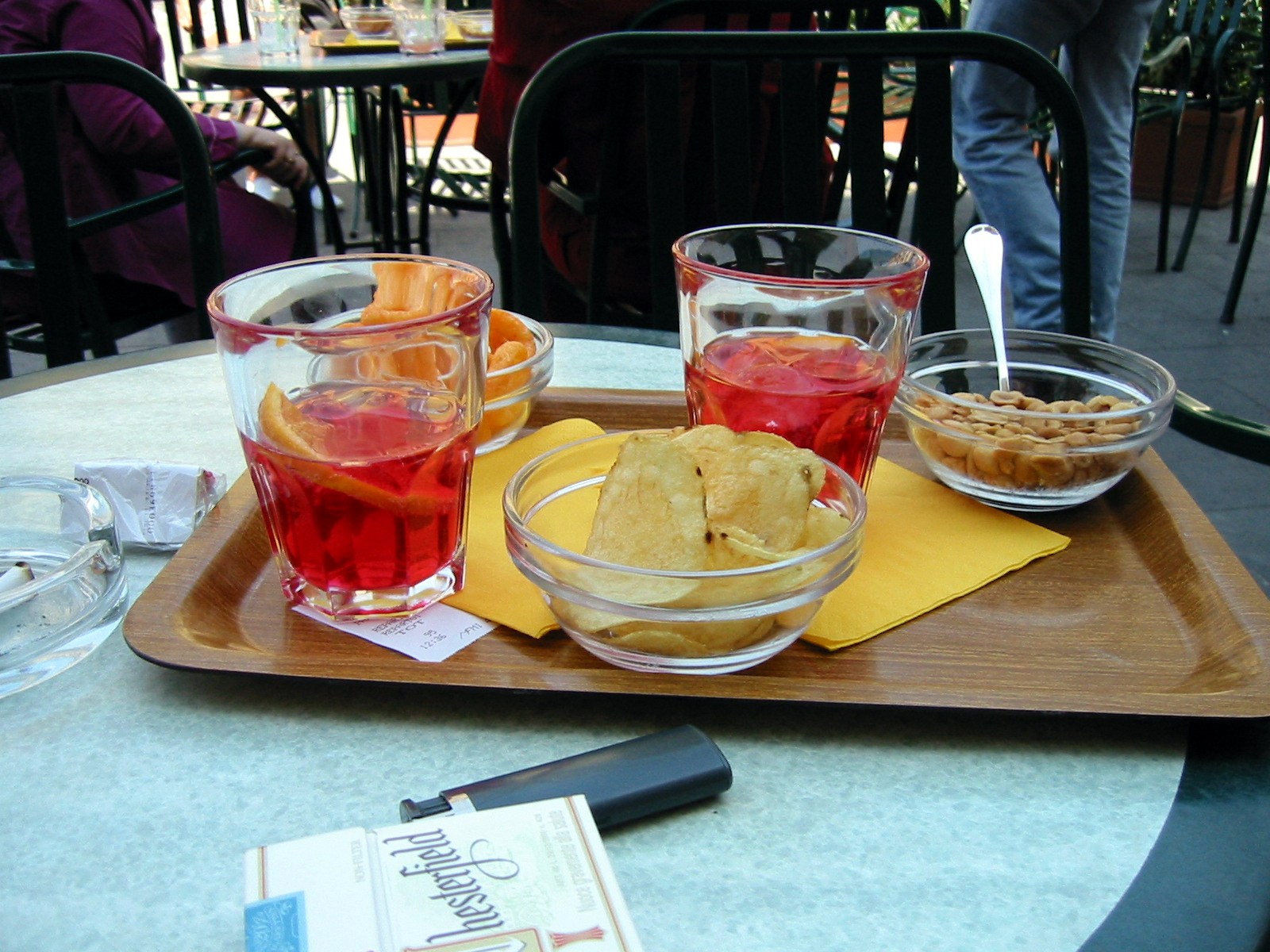
两杯餐前开胃酒(金巴利加苏打水），薯片，花生和酱菜

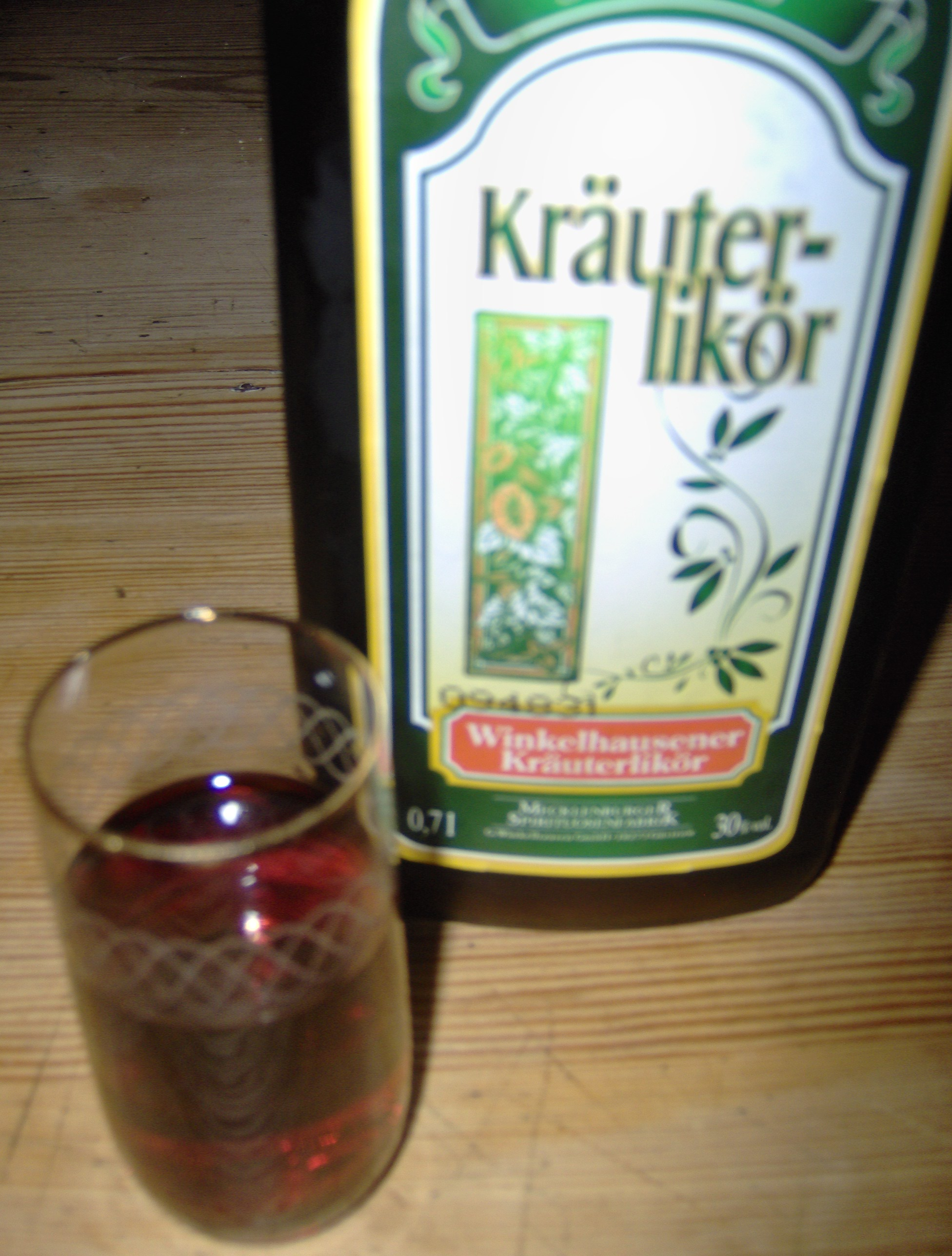
餐后酒Kräuterlikör.

餐前酒（法語：Apéritif，英語： 發音： /əˈpɛritiːf/）和餐后酒（英語： /diːʒɛˈstiːf/）是在正餐前后饮用的饮料，一般而言會含酒精。

## 餐前酒
餐前酒，又稱食前酒，通常作为餐前饮用的酒精饮料，以刺激食欲，因此也称作开胃酒。这与餐后饮用旨在消化食物的“餐后酒”成对应。通常餐前酒选用威末酒、香槟酒、菲诺雪利酒、阿曼提拉多雪利酒，或其他类型的雪利酒，和任何不气泡、干型、清淡的白葡萄酒。
“Apéritif”一词也可以指饭前小吃，包括开胃小菜如苏打饼、奶酪、酱肉拼盘（Pâté）或橄榄 。

## 餐后酒
餐后酒是餐后饮用的酒精饮料，用来帮助消化食物。如果在餐后先喝咖啡再喝餐后酒，则称之为pousse-café,和其他蒸馏酒（希腊茴香酒烏佐酒、龙舌兰酒、威士忌以及斯堪的纳维亚传统风味烈酒阿夸维特）。
苦味的餐后酒通常含有中草药，可以肠胃通气，被认为助于消化 。
有些加强葡萄酒也作为餐后酒，例如，雪利酒、威末酒、波特酒和马德拉酒。

## 历史
在1846年，一位法国化学家，Joseph Dubonnet，为打击疟疾的而发明了将奎宁溶于葡萄酒中服用的方法，他也用他的名字这种命名这种葡萄酒——杜本内。这就是Apéritif出现的由来。由于奎宁非常苦，所以他发明了一种配方，使用草药和香料掩盖奎宁的味道。Joseph Dubonnet的妻子是如此喜欢的这种饮料，她向有她所有的朋友推荐，最终普及开来。在蚊虫出没的北非，法国外籍军团的士兵一直在使用它。杜本内酒广受好评，因此直到今天它的配方仍然被严格保密。
有的人说餐前饮用少量的酒精的概念可以追溯到古埃及人。然而，许多记录显示的餐前酒最早出现于1786年的意大利都灵，当安东尼奥·贝尼迪托·卡帕诺（Antonio Benedetto Carpano）将威末酒带到这个城市。在以后的几年中，一些著名的品牌，如Martini，Cinzano，Dolin以及娜利普萊都在生产和销售威末酒。
19世纪在意大利，餐前酒已经很普遍的了，在罗马，威尼斯，佛罗伦萨，米兰，都灵，那不勒斯的时尚咖啡馆，人们大量消费餐前酒。19世纪后期餐前酒在欧洲流行起来。到1900年，这股流行的风潮穿越大西洋传播到了美国。到了20世纪70年代，美国形成的大量饮食的风俗有穿过大西洋回到欧洲，进一步推动了欧洲餐前开胃酒的消费。在推一个在意大利的食品更重的开胃酒的发展。在西班牙和拉丁美洲一些国家，几个世纪以来，餐前开胃酒已成为他们的菜肴“塔帕斯”的一部分。

## 种类
没有哪种酒精饮料被固定作为餐前酒。加强葡萄酒、力娇酒、乾香槟酒可能是最常见的选择。
- 在法国，随着地区不同，餐前酒也不同：在法国南部流行使用法國茴香酒，在诺曼底地区是卡尔瓦多斯白兰地，西北部设有甜味橙酒君度（Cointreau）的蒸馏厂，东部地区则偏好阿尔萨斯起泡酒（Crémant d'Alsace）。香槟酒或干邑也可以作为餐前酒。甚至是一杯简简单单的红酒，如一个简单的玻璃，如薄酒莱葡萄酒（Beaujolais nouveau），也可作为开胃酒和开胃小菜（amuse-bouches）一起享用。

- 在意大利，开胃酒被称为“aperitivo”。威末酒或意大利草本力娇酒“阿馬羅”（Amaro）都可以。流行的苦精品牌有皮爾（Byrrh），金巴利（Campari），琴夏洛（Cinzano），薩勒（Salers）和蘇茲（Suze）。

- 在希腊，茴香烈酒烏佐是第一选择。

- 在地中海东岸地区，亚力酒（一种茴香味蒸餾酒）与meze（一种东地中海与中东地区小食）一起享用。